# Часов Яр (река)
Часов Яр (укр. Часів Яр) — река и балка, левый приток реки Беленькая, расположенный на территории Константиновского района (Донецкая область, Украина).

## География
Длина — 10 км. Площадь бассейна — 43,3 км². Русло в верхнем течении маловодное и пересыхает. Есть пруды.
Берёт начало южнее села Майское. Река течёт на северо-запад. Впадает в Беленькая (на 13-м км от её устья) между сёлами Белокузьминовка и Семёновка — непосредственно южнее административной границы Константиновского района с Краматорский горсоветом.
Притоки: (от истока к устью) безымянные ручьи
Населённые пункты  (от истока к устью):
1. Веролюбовка